# Lenda das Sete Cidades

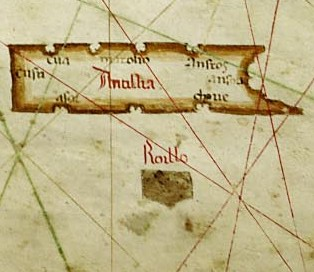
Mapa de Albino de Canepa de 1489, o qual mostra a lendária ilha das Sete Cidades (Antillia), com suas sete cidades à direita. A ilha de menor dimensão representa a ilha de Roillo, localizada à esquerda do mapa.

A existência da lendária ilha das Sete Cidades, também denominada por Antillia ou Antilia situada algures no Oceano Atlântico a ocidente da Europa, inspirou durante muitos séculos a exploração marítima.

## História

### Nomenclatura

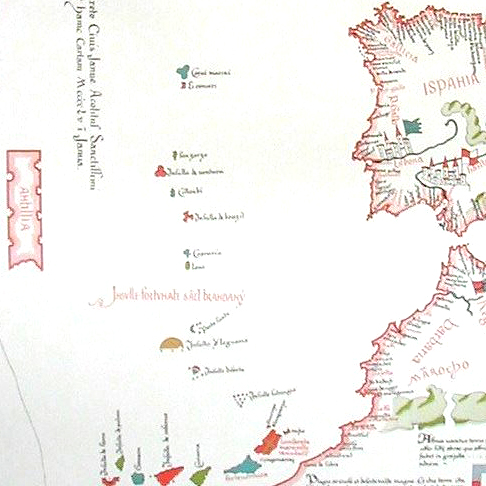
Mapa de Bartolomeo Pareto de 1455. A ilha Antillia está representada a Oeste.

As referências na nomenclatura geográfica à existência da "Insula Septem Civitatum", que significaria Ilha das Sete Tribos ou Ilha dos Sete Povos, mas acabou fixada nas línguas modernas em Ilha das Sete Cidades, cujos nomes são Aira, Antuab, Ansalli, Ansesseli, Ansodi, Ansolli e Con, datam das fontes clássicas latinas,  provavelmente incorporando tradições mais antigas dos povos mediterrâneos, nomeadamente dos maiores navegadores da antiguidade europeia, os fenícios. No latim, civitas não significa apenas cidade, mas a colectividade dos cidadãos de determinada comunidade.
O primeiro documento ibérico referente às Sete Cidades é uma crónica em latim da cidade de Porto Cale, atual cidade do Porto, aparentemente escrita cerca do ano 750 por um clérigo cristão. Nessa época, o reino ibérico dos visigodos já tinha entrado em colapso, sob a pressão da invasão muçulmana, iniciada em 711, que avançara inexoravelmente até ao norte peninsular. O arcebispo de Porto-Cale, querendo esquivar-se à dominação muçulmana, deliberou partir para a grande terra das Sete Cidades (Sete Civitates) que os marítimos lhe asseguravam existia no meio do oceano ocidental. No ano 734, o arcebispo, acompanhado por outros prelados, aos quais se juntaram cinco milhares de fiéis, embarcou-se numa frota de vinte veleiros.
Apesar da crónica narrar que a frota chegou sã e salva ao seu destino, e que muita gente se preparava para a seguir, na verdade o rasto do bom arcebispo, se alguma vez ele existiu, perdeu-se totalmente na noite dos tempos.
Apesar da inexistência de contactos comprovados com a ilha das Sete Cidades, a crença na sua existência deu origem a uma das lendas mais divulgadas da Idade Média europeia, existindo múltiplos relatos de registos visuais fortuitos e de expedições organizadas para o seu achamento. Quase todas as cartas e portulanos medievais onde se representava o Mar Oceano, o actual Atlântico, a apresentam, embora com posições e formas variadas. A par da ilha do Brasil  ou da Ilha de Man, a Antília, no contexto da tradição brendaniana, a Ilha das Sete Cidades é uma das referências geográficas mais persistentes da proto-geografia atlântica.

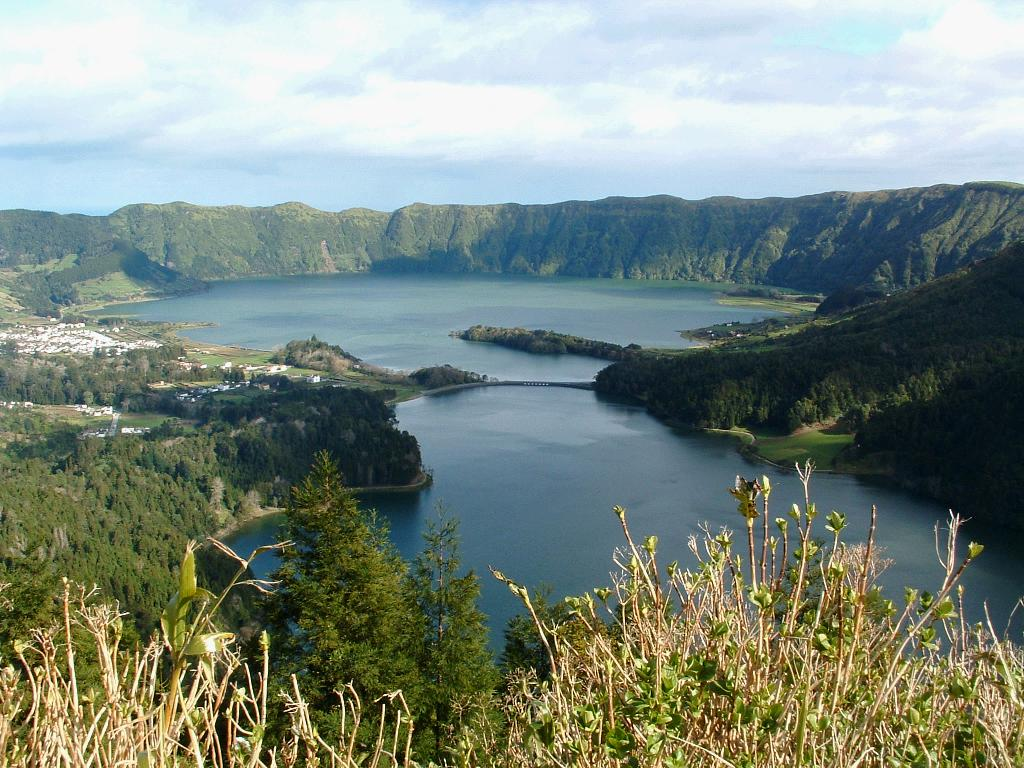
Lagoa das Sete Cidades, São Miguel.

Com o advento da idade dos descobrimentos, os relatos de registos visuais e as tentativas de posse da ilha multiplicam-se. Um dos casos mais consistentes foi a carta apresentada em 1473 ao rei D. Afonso V de Portugal pelo açoriano Fernão Teles. Do roteiro que então mostrou constava uma longa costa, com várias ilhas, baías e rios, que ele declarava serem parte das Sete Cidades. Embora se acredite que pudesse ser a costa do Norte do Brasil, entre o Maranhão e o Ceará, com o delta do rio Parnaíba, apenas se pode afirmar com certeza que aquele território se situaria na margem ocidental do Atlântico.
Aparentemente o rei não terá acreditado totalmente na descoberta, ou não considerou Fernão Teles suficientemente digno, pelo que da carta de doação concedida não consta referência às Sete Cidades mas apenas a uma grande ilha ocidental que se pretenderia povoar.
Insatisfeito com a carta de doação, Fernão Teles insiste no pedido das Sete Cidades. Consultado o cosmógrafo genovês Paolo del Pozzo Toscanelli (1398-1492), que declarou que a Antília (designação dada às ilhas do Mar das Caraíbas) e a Ilha das Sete Cidades seriam naquela margem do Atlântico, finalmente em 1476 a carta solicitada foi concedida, mas não se conhece a existência de qualquer expedição subsequente por parte daquele donatário.

### Outras expedições
Contudo, entre as expedições melhor documentadas conta-se aquela que o flamengo Ferdinand van Olm (conhecido na historiografia açoriana por Fernando de Ulmo ou Fernão Dulmo) capitaneou. Aquele aventureiro flamengo, em tempos residente nos Açores e ali casado com uma filha de Fernão Teles, recebeu em 1486 autorização do rei D. João II de Portugal para achar o paradeiro da ilha onde estaria localizado o reino cristão perdido das Sete Cidades, o mesmo que o seu sogro teria reconhecido anos antes. De parceria com Afonso do Estreito, um madeirense, organizou uma expedição, com co-financiamento real, destinada à conquista das ilhas e terras firmes das Sete Cidades.
Infelizmente Fernão Dulmo não teve melhor sorte que os seus antecessores, mas ainda assim, já em pleno século XVII, organizou-se na Terceira uma expedição para explorar o oceano a noroeste do arquipélago, onde teria sido avistada uma ilha desconhecida.
Nos Açores sobrevive até aos nossos dias a lenda da ilha encantada que apenas pode ser avistada por volta do dia de São João (24 de Junho), sendo naquele período frequente o registo visual de ilhas desconhecidas a pontuar o horizonte insular, na realidade bancos de nevoeiro (os temidos nevoeiros do São João que levam ao encerramento dos aeroportos por dias seguidos) e nuvens distantes a emergir do horizonte.
Sobre a Ilha das Sete Cidades, parafraseando a observação aposta no mapa-múndi de Johannes Ruysch (1508) sobre a Antília, bem se pode ainda dizer: esta ilha foi descoberta, antigamente, pelos portugueses; agora, quando a procuramos não a encontramos. Como consolação ficou-nos o nome de um dos maiores vulcões do Atlântico, o vulcão das Sete Cidades, na metade ocidental da ilha de São Miguel, Açores, com as suas lagoas e a freguesia das Sete Cidades anichadas no interior da caldeira; o lugar das Sete Cidades na ilha do Pico, Açores; o Parque Nacional de Sete Cidades, no sertão do Piauí, Brasil; e múltiplas lendas e histórias em permanente recriação.

## Lenda açoriana
Reza a lenda que quando os árabes Tárique e Muça ibne Noçáir vieram do Norte de África para levar a cabo a invasão muçulmana da Península Ibérica, sete bispos cristãos que viviam no norte peninsular, algures pelos arredores de Portucale, tiveram de fugir à horda invasora. Partiram para o mar em busca da lendária e remota ilha Antília, ou Ilha das Sete Cidades, que segundo uma lenda já antiga nesses tempos, existia algures no Grande Mar Oceano Ocidental.
Dessa partida mais ou menos precipitada ficou o registo na linguagem popular, ao ponto de séculos mais tarde, já depois da Reconquista cristã, os reis de Portugal terem manifestado o desejo de alcançar essa ilha perdida no mar. Dizia-se que para os lados do Oriente ficava o reino do Preste João, e para o Ocidente, no Grande Mar Ocidental ficava a ilha de Antília ou Ilha das Sete Cidades.
Do medieval reino de Portugal partiu um dia uma caravela denominada "Nossa Senhora da Penha de França" (nome actualmente vulgar em vários locais e em varias ilhas dos Açores) com o objectivo de um dia encontrar essa lendária ilha perdida e para muitos encantada.
A caravela navegou para Ocidente durante muito tempo, passou por grandes ondas e peixes gigantes, calmarias e tempestades. E foi depois de uma dessas tempestades, depois do desanuviar dos nevoeiros de São João, que se lhes deparou uma ilha no horizonte. Rapidamente rumaram para a nova terra avistada e pouco depois aportaram numa terra maravilhosa, coberta de verdes sem fim e de azuis celestiais.
A caravela esteve fundeada por três dias, os marinheiros desembarcaram e com eles três frades que procuraram estabelecer relações com o monarca da ilha. Visitaram palácios, florestas, rios e lagos, e estudaram os costumes dos locais. Escutaram e aprenderam a linguagem dos habitantes, por sinal muito parecida com a que se falava no Portugal de então.
No final dos três dias de estadia em terra, os três frades e todos os marinheiros voltaram para a caravela com o objectivo de voltar ao reino de Portugal a contar ao rei a nova descoberta. No entanto, mal se começaram a afastar da costa a ilha foi repentinamente envolta por brumas, e como que por encanto desapareceu no mar.
Depois de narrados os acontecimentos ao rei português, este mandou uma embaixada para estabelecer relações com a nova ilha e não a encontraram. Foram feitas muitas buscas durante muitos séculos, até que um dia como que por encanto a ilha se deparou novamente às caravelas portuguesas. Estranhamente, encontrava-se desabitada, pelo que foi ocupada pelos portugueses, que deram à caldeira central do seu vulcão mais emblemático o nome da terra lendária de Sete Cidades.
Ainda hoje, por vezes, a caldeira e o seu gigantesco vulcão vivem no mundo das nuvens. Quem chega ao Miradouro da Vista do Rei, num dos rebordos da caldeira, tem uma visão deslumbrante do Vale das Sete Cidades, que por vezes aparece e desaparece nas nuvens e nevoeiros. É uma região onde as nuvens pairam, entre o céu e a terra. A luz por vezes parece difusa envolta numa névoa de estranho mistério.